# Peter Ofori-Quaye
Peter Ofori-Quaye (nacido el 21 de marzo de 1980) es un exfutbolista ghanés que juega como delantero. Recientemente jugó para el club ghanés Bechem United hasta que fue liberado en 2012. Ha jugado 32 partidos con el selección de fútbol de Ghana y jugó en la Copa Africana de Naciones 2000 . 
Durante la temporada 1997–98 en un partido de la fase de grupos de la Champions League, anotó para el Olympiacos contra el Rosenborg. Esto ocurrió el 1 de octubre de 1997, cuando tenía 17 años y 195 días, convirtiéndose en el jugador más joven en anotar un gol en la historia de la competencia.  El récord se mantuvo durante veintidós años, cuando el 10 de diciembre de 2019 lo batió Ansu Fati, jugador del FC Barcelona, con la edad de 17 años y 40 días.

## Trayectoria
Ofori-Quaye ha pasado la mayor parte de su carrera en la liga griega y marcó 33 goles en las 10 temporadas que jugó en la liga. Llegó a Grecia a la edad de 15 años, firmando por el Kalamata FC durante la época de Stavros Papadopoulos en el club. La época de Papadopoulos destacó por traer a jugadores talentosos de la nación de Ghana con Ofori-Quaye demostrando ser el jugador más prometedor por delante de sus compañeros de equipo Samuel Johnson y Derek Boateng. A la edad de 17 años, Ofori-Quaye firmó por el campeón griego, elOlympiacos, siendo esta la venta más cara del Kalamata FC. Ofori-Quaye atrajo mucha atención de otros clubes, marcando goles clave, incluyendo los de la UEFA Champions League contra Rosenborg BK, Olympique de Lyon y Deportivo . En medio de la crisis por el cambio de entrenador de Olympiacos, Ofori-Quaye fue liberado por el club en 2003. Ganó 6 campeonatos griegos con el club del Pireo, una Copa de Grecia, y los ayudó a alcanzar los cuartos de final de la UEFA Champions League 1998–99 . 
Después de un año fuera del fútbol, firmó por el club ghanés Liberty Professionals FC. En 2005, regresó a Grecia firmando por el OFI Creta, donde comenzó a alcanzar una buena forma y consiguió ser llamado nuevamente por su selección. En julio de 2007, el recién ascendido club israelí Kiryat Shmona intentó ficharlo, pero su contrato no fue aprobado en primer lugar, y el OFI informó que desapareció los últimos tres meses. Fue transferido al AEL Limassol en el verano de 2008. 